# Kastell Gresia

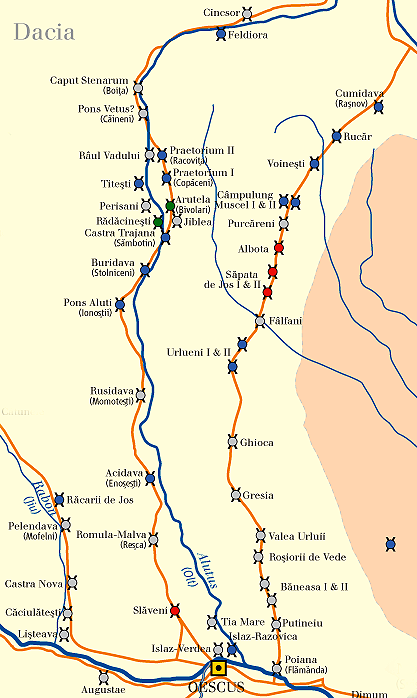
Kastell Gresia im Verlauf des Limes Transalutanus (rechts)

Das Kastell Gresia ist ein römisches Numeruskastell auf dem Gebiet des Dorfes Gresia der Gemeinde Stejaru im rumänischen Kreis Teleorman in der Großen Walachei. In antiker Zeit war es Bestandteil des Dakischen Limes, konkret des Abschnittes Limes Transalutanus (Transalutanischer Limes; Limes jenseits des Olt). Administrativ hätte es möglicherweise schon zur Provinz Dacia inferior gehört, später gehörte es dann zur Dacia Malvensis. Gemeinsam mit insgesamt 277 Stätten des Dakischen Limes wurde das Kastell Gresia 2024 zum UNESCO-Weltkulturerbe erhoben.

## Lage und Forschungsgeschichte
Das heutige Bodendenkmal liegt am nördlichen Rand des Dorfes in der Nähe der Kirche und des Friedhofs in einer Cocina lui Maiaş Purcaş (= „Küche der Maiaş Purcaş“) genannten Flur. Seine Konturen sind als Erdwall im Gelände gut wahrnehmbar. Es befindet sich dort am westlichen Ufer des Flusses Vedea, rund 500 Meter von diesem entfernt.
Das Kastell war schon im Jahr 1900 von Grigore Tocilesuc erwähnt worden. Erste archäologische Ausgrabungen wurden aber erst 1996 auf Initiative des Muzeul Militar Național „Regele Ferdinand I“ (Nationales Militärmuseum „König Ferdinand I.“) in Bukarest unter Romeo Avram durchgeführt. 2015 bis 2017 erfolgten Geländebegehungen sowie orthofotografische Untersuchen und geophysikalische Prospektionen durch das Muzeul Național de Istorie a României (Nationalmuseum der Geschichte Rumäniens).

## Archäologische Befunde

### Kastell
Das Kastell besitzt einen rechteckigen Grundriss und ist mit seinen Seiten in die vier Himmelsrichtungen orientiert. Seine Abmessungen betragen 50 m mal 60 m, was einer bebauten Fläche von 0,3 Hektar entspricht. Außen betragen die Abmessungen 86 m mal 92 m (= 0,8 Hektar). Das Lager wurde ursprünglich von einem bis zu zehn Meter breiten und bis zu zwei Meter hohen, mit Rasensoden befestigten und oben mit Palisaden versehenen Erdwall (murus caespiticius) geschützt, inzwischen hat sich seine Breite auf 4,40 m bis 12,50 m und die Höhe auf 0,20 m bis 1,10 m verändert. Nach einer zwei bis 5,50 m breiten Berme folgte als Annäherungshindernis ein doppeltes Grabensystem, an der Südostecke konnten sogar drei Gräben festgestellt werden. Die Gräben waren zwischen zwei und fünfeinhalb Meter breit und einen bis zwei Meter tief. Auf der Ost- und der Westseite konnte die 1,40 m bis 1,50 m breite, aus kleineren Flusskieseln konstruierte Via sagularis (Lagerringstraße) beobachtet werden.
Unter dem Fundmaterial befand sich eine einzelne Münze des Commodus (180–192) sowie das Fragment eines Ziegelstempels mit der Inschrift C[--]. Die Einheit des Lagers ist unbekannt und zur genauen Chronologie desselben können keine Aussagen getroffen werden. Sicher scheint, dass es um die Mitte des dritten Jahrhunderts durch einen Großbrand zerstört wurde.

### Limesverlauf
Südlich von Gresia und nördlich des Dorfes Scrioștea zieht der Limeswall durch ein Waldstück und dann in nordnordöstlicher Richtung hinab in das Tal des Flusses Vedea. Er folgt dem Tal, das selber mehr und mehr den Charakter eines ripa, also einer Flussgrenze gewinnt, und verliert sich schließlich rund 400 Meter östlich des Kastells in einem alten Flussbett. Etwa einen Kilometer südöstlich des Militärlagers wurden Spuren einer vier bis sechs Meter breiten römischen Straße aus Flussgeröll entdeckt, die heute noch immer von den Bewohnern der Gegend genutzt wird und bei der es sich um die alte Trajanstraße handeln dürfte.
Als ripa setzt sich die Grenze auch nördlich von Gresia fort, wo die Hänge des Flusses 15 bis 20 Meter hoch sind und somit ein ausgezeichnetes natürliches Hindernis bilden. Auf der weiteren Strecke bis zum Kastell Ghioca ist jedenfalls vom Limes nichts mehr wahrzunehmen, lediglich südlich des Dorfes Mândra wurde noch ein Bereich ausgemacht, der als möglicher Platz eines Wachturms angesprochen wurde.

## Denkmalschutz
Die gesamte archäologische Stätte steht nach dem 2001 verabschiedeten Gesetz Nr. 422/2001 als historisches Denkmal unter Schutz. Das Gelände ist mit dem LMI-Code TR-I-s-B-14205 in der nationalen Liste der historischen Monumente (Lista Monumentelor Istorice) eingetragen. Der entsprechende RAN-Code lautet 154442.01. Zuständig ist das Ministerium für Kultur und nationales Erbe (Ministerul Culturii și Patrimoniului Național), insbesondere das Generaldirektorat für nationales Kulturerbe, die Abteilung für bildende Kunst sowie die Nationale Kommission für historische Denkmäler sowie weitere, dem Ministerium untergeordnete Institutionen. Ungenehmigte Ausgrabungen sowie die Ausfuhr von antiken Gegenständen sind in Rumänien verboten.